# Ņikita Bērenfelds
Ņikita Bērenfelds (7 giugno 1995) è un calciatore lettone, difensore svincolato.

## Carriera

### Club
Ha giocato nella prima divisione lettone.

### Nazionale
Ha giocato nelle nazionali giovanili lettoni Under-17, Under-19 ed Under-21.

## Palmarès

### Club

#### Competizioni nazionali
- Campionato lettone: 1

Spartaks Jūrmala: 2017